# Cantó de Poix-de-Picardie
El cantó de Poix-de-Picardie és un cantó francès del departament del Somme, situat al districte d'Amiens. Té 28 municipis i el cap és Poix-de-Picardie.

## Municipis

- Bergicourt
- Bettembos
- Blangy-sous-Poix
- Bussy-lès-Poix
- Caulières
- Courcelles-sous-Moyencourt
- Croixrault
- Éplessier
- Équennes-Éramecourt
- Famechon
- Fourcigny
- Fricamps
- Gauville
- Guizancourt
- Hescamps
- Lachapelle
- Lamaronde
- Lignières-Châtelain
- Marlers
- Meigneux
- Méréaucourt
- Morvillers-Saint-Saturnin
- Moyencourt-lès-Poix
- Offignies
- Poix-de-Picardie
- Sainte-Segrée
- Saulchoy-sous-Poix
- Thieulloy-la-Ville

## Història
| Data d'elecció                           | Identitat       | Partit                    | Qualitat |
| ---------------------------------------- | --------------- | ------------------------- | -------- |
| 1945-1951                                | Jules Delemotte | MRP                       |          |
| 1951-1970                                | Henri Rameau    | radical                   |          |
| 1970-2008                                | Pierre Daniel   | CD, després Divers droite |          |
| 2008-                                    | Marc Dewaele    | NC                        |          |
| les dades anteriors no són pas conegudes |                 |                           |          |
|                                          |                 |                           |          |

## Demografia
| A partir de 1990: Població sense dobles comptes |